# Platymantis latro
Platymantis latro är en groddjursart som beskrevs av Richards, Mack och Austin 2007. Platymantis latro ingår i släktet Platymantis och familjen Ceratobatrachidae. IUCN kategoriserar arten globalt som livskraftig. Inga underarter finns listade i Catalogue of Life.